# Ministério da Defesa (Brasil)
O Ministério da Defesa (MD) é o órgão do Governo federal do Brasil incumbido de exercer a direção superior das Forças Armadas, constituídas pela Marinha, pelo Exército e pela Aeronáutica, articulando as ações que envolvam estas instituições, individualmente ou em conjunto.
Uma de suas principais tarefas é o estabelecimento de políticas ligadas à defesa e à segurança do país, regidas pela lei complementar n° 97, de 9 de junho de 1999, e pelo Decreto nº 5.484, de 30 de junho de 2005, que aprovou a Política de Defesa Nacional (PDN).
Possui sob sua responsabilidade uma vasta e diversificada gama de assuntos, alguns dos quais de grande sensibilidade e complexidade, como, por exemplo, as operações militares; o orçamento de defesa; política e estratégia militares; e o serviço militar. Também pode intervir diretamente na aviação civil em conjunto com a ANAC, onde haja risco à segurança nacional, como na intervenção na crise do setor aéreo brasileiro em 2006.

Foto oficial do atual Ministro da Defesa, José Múcio.

O Ministério da Defesa é um cargo que, assim como a Presidência da República, possui honras militares. Desta forma, o ministro da Defesa é o único do ministério brasileiro a possuir uma bandeira-insígnia, que aparece na foto oficial do ministro junto a uma faixa similar à presidencial. O ministro é também chanceler da Ordem do Mérito da Defesa e nesta qualidade ostenta a faixa de grã-cruz da ordem.

## História

Bandeira do Ministro de Estado da Defesa do Brasil.

Até 1999, as três Forças armadas mantinham-se em ministérios independentes. A discussão sobre a criação de um Ministério da Defesa vem desde meados do século XX. A Constituição de 1946 já citava a criação de um Ministério único para as Forças armadas, mas o processo de integração das forças de então resultou apenas na instituição do Estado-Maior das Forças Armadas (EMFA), à época chamado de Estado-Maior Geral.
Em 1967, o presidente militar Humberto Castelo Branco assinou o decreto-lei 200, que previa a promoção de estudos para elaborar o projeto de lei de criação do Ministério das Forças Armadas. No entanto, a proposta não vingou, em grande medida devido à resistências de setores contrários a este tipo de centralização.
Durante a Assembleia Nacional Constituinte de 1988 também houve discussões sobre a fusão dos ministérios relacionados à defesa, mas este debate também não prosperou. Eleito presidente, em 1995, Fernando Henrique Cardoso carregava em seu programa de governo a criação do Ministério da Defesa. A ideia era otimizar o sistema de defesa nacional, formalizar uma política de defesa sustentável e integrar as três Forças, racionalizando as suas diversas atividades. Um grupo de trabalho interministerial definiu as diretrizes para implantação do Ministério. Em 1 de janeiro de 1999, já no seu segundo mandato, FHC nomeou o senador Élcio Álvares ministro extraordinário da Defesa. O senador foi o responsável pela efetiva implantação do órgão e pela análise de casos de países que já haviam realizado este tipo de modernização centralizadora do comando das Forças armadas, como os Estados Unidos e a maior parte dos países da Europa.

Finalmente, em 10 de junho de 1999, o Ministério da Defesa foi criado oficialmente através da lei complementar n° 97 de 1999, substituindo os antigos Ministério da Marinha, Ministério do Exército e Ministério da Aeronáutica, que foram transformados em Comandos do Ministério da Defesa. O Estado-Maior das Forças Armadas foi extinto na mesma data.

Bandeira do Estado-Maior Conjunto das Forças Armadas

 A centralização administrativa das Forças armadas em um único Ministério permite a realização de compras unificadas de equipamentos de uso comum para as forças singulares, o que pode ampliar a integração, a sinergia e a interoperabilidade (de equipamentos e de procedimentos) entre as forças singulares. Desde 2001, porta a insígnia da Ordem do Mérito Militar, concedida por FHC.
Em 2010, durante o governo do presidente Lula, foi criado o cargo de chefe do Estado-Maior Conjunto das Forças Armadas (EMCFA) como mais uma inovação na estrutura da hierarquia do Ministério da Defesa, sendo o cargo ocupado por um comandante indicado pelo ministro da Defesa e nomeado pelo Presidente da República. Conforme a redação da lei, o EMCFA, passa a ser um órgão de assessoramento permanente do ministro da Defesa, tendo como chefe um oficial general do último posto, da ativa ou da reserva, dispondo de um comitê integrado pelos chefes de Estados-Maiores das três Forças, sob a coordenação do chefe do EMCFA. O general de exército José Carlos de Nardi tomou posse como o primeiro chefe do EMCFA, em 6 de setembro de 2010.
A mesma lei LC nº 136/2010, determina que o ministro da Defesa fica responsável pela elaboração do Livro Branco de Defesa Nacional, a ser elaborado a cada quatro anos, a partir de 2012, com base na Estratégia Nacional de Defesa e nas discussões e debates entre os integrantes das Forças armadas e diferentes setores da sociedade brasileira, o meio acadêmico, cientistas e políticos. Em 2012, conforme a determinação da LC nº 136/2010, houve a primeira edição do Livro Branco de Defesa Nacional.
Durante os governos de FHC, Lula, Dilma Rousseff e Michel Temer, o ministério foi ocupado apenas por políticos aliados e intelectuais da segurança internacional (como Celso Amorim, que já havia sido Ministro das Relações Exteriores). No governo Jair Bolsonaro, foi ocupado por generais do Exército Brasileiro.

## Livro Branco da Defesa Nacional
Em 2012 o governo brasileiro construiu e disponibilizou o Livro Branco da Defesa Nacional. O livro versa sobre os objetivos, avanços e desafios da sociedade brasileira em matéria de defesa nacional e foi publicado em português, espanhol e em inglês.

## Estrutura
Esta é a estrutura do ministério, conforme o decreto nº 10.998, de 15 de março de 2022:
- Órgãos de assessoramento diretos ao Ministro da Defesa
  - Gabinete do Ministro (GM)
  - Secretaria de Controle Interno (CISET)
  - Consultoria Jurídica (CONJUR)
- Secretaria-Geral (SG)
  - Secretaria de Orçamento e Organização Institucional (SEORI)
  - Secretaria de Pessoal, Ensino, Saúde e Desporto (SEPESD)
  - Secretaria de Produtos de Defesa (SEPROD)
  - Centro Gestor e Operacional do Sistema de Proteção da Amazônia (CENSIPAM)
  - Departamento do Programa Calha Norte (DPCN)
- Estado-Maior Conjunto das Forças Armadas (EMCFA)
  - Chefia de Operações Conjuntas (CHOC)
  - Chefia de Assuntos Estratégicos (CAE)
  - Chefia de Logística e Mobilização (CHELOG)
  - Chefia de Educação e Cultura (CHEC)
- Comando da Marinha (MB)
- Comando do Exército (EB)
- Comando da Aeronáutica (FAB)

### Órgãos vinculados ao Ministério da Defesa
- Representação do Brasil na Junta Interamericana de Defesa (RBJID)
- Hospital das Forças Armadas (Brasil) (HFA)
- Escola Superior de Guerra (ESG)
- Escola Superior de Defesa (ESD)
- Instituto Pandiá Calógeras (IPC)

### Outras entidades vinculadas ao Ministério da Defesa, por meio dos Comandos das Forças Armadas
- Exército Brasileiro[16]
  - Indústria de Material Bélico do Brasil (IMBEL)
  - Fundação Osório (Fund Osorio)
  - Fundação Habitacional do Exército (FHE)
- Marinha do Brasil
  - Empresa Gerencial de Projetos Navais (Emgepron)
  - Amazônia Azul Tecnologias de Defesa S.A (Amazul)
  - Caixa de Construções de Casas para o Pessoal da Marinha
- Força Aérea do Brasil
  - NAV Brasil Serviços de Navegação Aérea (NAV Brasil)